# Пежо 405
Пежо 405 (фр. Peugeot 405) породични је аутомобил који је производила француска фабрика аутомобила Пежо од 1987. до 1997. године, а у Египту до 2013. године, док се у Ирану и данас производи.

## Историјат
Један од најуспешнијих аутомобила у историји Пежоа, откривен је у Паризу крајем маја 1987. године. Пежо 405 је развијен од стране Пежо дизајн центра, у сарадњи са Пининфарином. Пре него што је отпочела серијска производња, 44 прототипа прешла су милионе километара у екстремним условима на неколико континената. Аутомобил дужине 4,41 метара имао је лепу аеродинамичну линију, с коефицијентом отпора ваздуха од свега 0,29. Био је то први Пежоов модел средње класе с предњим погоном, аутомобил који је пружао доста простора захваљујући великом међуосовинском растојању од 2,67 метара.
Производио се у каросеријским верзијама седан са четвора врата и као караван са петора врата. Са Ситроеном BX је делио платформу, али не и хидропнеуматску суспензију. Године 1988, осваја титулу за Европски аутомобил године са рекордним бројем гласова, који још увек држи. Сјајно се продавао готово у целом свету осим у Сједињеним Државама, где је био и последњи понуђени модел марке Пежо.
Августа 1993. године представљен је мањи редизајн, који се огледао у измењеној графици задњих светала, новој инструмент табли и модернизираним моторима, овај пут с катализатором који је мало редуковао снагу. Након редизајна у понуди се нашла и ограничена серија од 1.046 примерака богато опремљеног Пежоа 405 Турбо 16V (2.0 мотор са 220 КС).
Пежо 405 је имао успеха и у спорту. Фински рели-возач Ари Ватанен је са 405-ицом два пута, 1989 и 1990, победио на релију Париз-Дакар. Такође, Ватанен је 1988. године поставио рекорд стазе Pikes Peak у 405-ици снаге 600 коња.
Европска производња седана завршила је 1995. године, а каравана две године касније, док се у Ирану још увек прави у погонима компаније „Iran Khodro”. Склапан је и у Египту, Аргентини, Зимбабвеу, Пољској, Индонезији, Малезији, Чилеу, Уједињеном Краљевству и Тајвану.

## Мотори
| Модел  | Запремина | Снага           | Момент          | Мењач        | 0–100 km/h     | Брзина       |
| Бензин | Бензин    | Бензин          | Бензин          | Бензин       | Бензин         | Бензин       |
| ------ | --------- | --------------- | --------------- | ------------ | -------------- | ------------ |
| 1.4    | 1360 cm³  | 65 КС/5400 rpm  | 112 Nm/3000 rpm | 4° мануелни  | 16,5 сек.      | 160 km/h     |
| 1.4    | 1360 cm³  | 70 КС/5700 rpm  | 111 Nm/3400 rpm | 5° мануелни  | 15,5 сек.      | 165 km/h     |
| 1.4    | 1360 cm³  | 75 КС/5500 rpm  | 111 Nm/3400 rpm | 5° мануелни  | 15,1/15,6 сек. | 169/166 km/h |
| 1.6    | 1580 cm³  | 88 КС/6400 rpm  | 128 Nm/3000 rpm | 5° мануелни  | 14,3/14,8 сек. | 175/173 km/h |
| 1.6    | 1580 cm³  | 88 КС/6400 rpm  | 128 Nm/3000 rpm | 4° аутоматик | 15,6/16,0 сек. | 170/167 km/h |
| 1.6    | 1580 cm³  | 92 КС/6250 rpm  | 129 Nm/3250 rpm | 5° мануелни  | 11,6/12,0 сек. | 177/175 km/h |
| 1.8    | 1761 cm³  | 101 КС/6000 rpm | 153 Nm/3000 rpm | 5° мануелни  | 11,9/12,4 сек. | 185/181 km/h |
| 1.8    | 1761 cm³  | 101 КС/6000 rpm | 153 Nm/3000 rpm | 4° аутоматик | 15,0/15,6 сек. | 180/176 km/h |
| 1.9    | 1905 cm³  | 107 КС/6000 rpm | 163 Nm/3500 rpm | 5° мануелни  | 10,2/10,9 сек. | 190/187 km/h |
| 1.9    | 1905 cm³  | 110 КС/6000 rpm | 157 Nm/3000 rpm | 5° мануелни  | 10,7/11,1 сек. | 190/187 km/h |
| 1.9    | 1905 cm³  | 107 КС/6000 rpm | 157 Nm/3000 rpm | 4° аутоматик | 13,0 сек.      | 184 km/h     |
| 1.9    | 1905 cm³  | 110 КС/6000 rpm | 157 Nm/3000 rpm | 4° аутоматик | 13,0 сек.      | 184 km/h     |
| 1.9    | 1905 cm³  | 123 КС/5500 rpm | 169 Nm/2750 rpm | 5° мануелни  | 9,7/10,1 сек.  | 200/195 km/h |
| 1.9    | 1905 cm³  | 125 КС/5500 rpm | 172 Nm/4500 rpm | 5° мануелни  | 9,7/10,1 сек.  | 200/195 km/h |
| 1.9    | 1905 cm³  | 160 КС/6500 rpm | 177 Nm/5000 rpm | 5° мануелни  | 8,6/9,4 сек.   | 220/215 km/h |
| 2.0    | 1998 cm³  | 121 КС/5750 rpm | 180 Nm/2750 rpm | 5° мануелни  | 11,3/11,8 сек. | 197/192 km/h |
| 2.0    | 1998 cm³  | 152 КС/6500 rpm | 182 Nm/3500 rpm | 5° мануелни  | 9,5 сек.       | 217 km/h     |
| 2.0    | 1998 cm³  | 200 КС/5000 rpm | 288 Nm/2600 rpm | 5° мануелни  | 7,1 сек.       | 235 km/h     |
| Дизел  |           |                 |                 |              |                |              |
| 1.8    | 1769 cm³  | 90 КС/4300 rpm  | 180 Nm/2000 rpm | 5° мануелни  | 12,2/12,7 сек. | 180/177 km/h |
| 1.8    | 1769 cm³  | 92 КС/4300 rpm  | 181 Nm/2100 rpm | 5° мануелни  | 12,2/12,7 сек. | 180/177 km/h |
| 1.9    | 1905 cm³  | 69 КС/4600 rpm  | 120 Nm/2000 rpm | 5° мануелни  | 18,1/18,6 сек. | 164/161 km/h |
| 1.9    | 1905 cm³  | 71 КС/4600 rpm  | 123 Nm/2000 rpm | 5° мануелни  | 18,0/18,4 сек. | 165/157 km/h |
| 1.9    | 1905 cm³  | 92 КС/4000 rpm  | 196 Nm/2250 rpm | 5° мануелни  | 12,7/13,2 сек. | 181/177 km/h |

## Галерија
- Седан
- Седан
- Караван
- 405 у САД